# Aislamiento multicapa

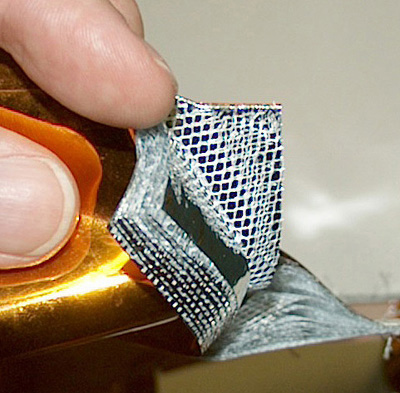
Detalle de un aislamiento multicapa de un satélite. Se pueden ver las capas de plástico recubierto de metal y el separador entelado.

Aislamiento multicapa, o MLI, es un aislamiento térmico compuesto de múltiples capas de hojas delgadas y se utiliza frecuentemente en aeronaves. Es uno de los elementos principales de diseño térmico de aeronaves, que pretende principalmente reducir la pérdida de calor por radiación térmica. En su forma básica, no aísla apreciablemente contra otras pérdidas térmicas como la conducción o convección de calor. Se utiliza por tanto generalmente en satélites y otras aplicaciones de vacío donde la conducción y la convección son mucho menos significativas y domina la radiación. MLI proporciona a muchos satélites y otras sondas espaciales el aspecto de estar recubiertas con una lámina dorada.